# Llantrisant
Llantrisant ist eine Mittelstadt in der Principal Area Rhondda Cynon Taf in Südwales. Die Stadt liegt im Rhondda und hat 15.313 Einwohner. Übersetzt heißt sie Die Gemeinde der Drei Heiligen.

## Geographie
Llantrisant liegt im Rhondda Cynon Taf am Fluss Ely auf einer Höhe von 174 m.

## Geschichte
Llantrisant war schon zur Bronzezeit besiedelt. Auf dem Mynydd Garthmaelwg wurden zwei Grabhügel gefunden. Eine Siedlung besteht seit dem frühen 6. Jahrhundert. Man vermutet, dass Richard de Clare die Gemeinde um 1246 gründete. Die Burg Llantrisant Castle ließ er errichten.
Seit 1980 befindet sich in Llantrisant die Royal Mint. Sie hat unter anderem die Medaillen der Olympischen Spiele 2012 in London hergestellt.

## Verkehr
Llantrisant ist gut ans überregionale Straßennetz angebunden. Es hat einen Anschluss an die M4.

## Söhne und Töchter der Stadt
- Andrew Bishop (* 1985), Rugbyspieler, in Llantrisant geboren
- Bradley Davies (* 1987), Rugbyspieler, in Llantrisant geboren
- Ella Maclean-Howell (* 2004), Radrennfahrerin

## Partnerstadt
- Crécy-en-Ponthieu